# ماریوس ترزو
ماریوس ترزو (به فرانسوی: Marius Trésor) بازیکن فوتبال و مدافع اهل فرانسه است که از سال ۱۹۷۱ تا ۱۹۸۳ میلادی عضو تیم ملی فوتبال فرانسه بوده‌است. وی در ۶۵ بازی ملی حضور داشته است و در بازی‌های ملی‌اش ۴ گل به ثمر رساند.